# Xestocephalus toroensis
Xestocephalus toroensis är en insektsart som beskrevs av Matsumura 1914. Xestocephalus toroensis ingår i släktet Xestocephalus och familjen dvärgstritar. Inga underarter finns listade i Catalogue of Life.